# Prestatyn Town FC
Prestatyn Town FC este o echipă de fotbal din Denbighshire, Țara Galilor.